# Заслуженный деятель науки и техники РСФСР
Заслуженный деятель науки и техники РСФСР — почётное звание Российской Советской Федеративной Социалистической Республики (с 1992 года — Российской Федерации).
Присваивалось с 1931 года Президиумом Верховного Совета РСФСР за особые заслуги в области науки и техники с вручением гражданину почётной грамоты и нагрудного знака.

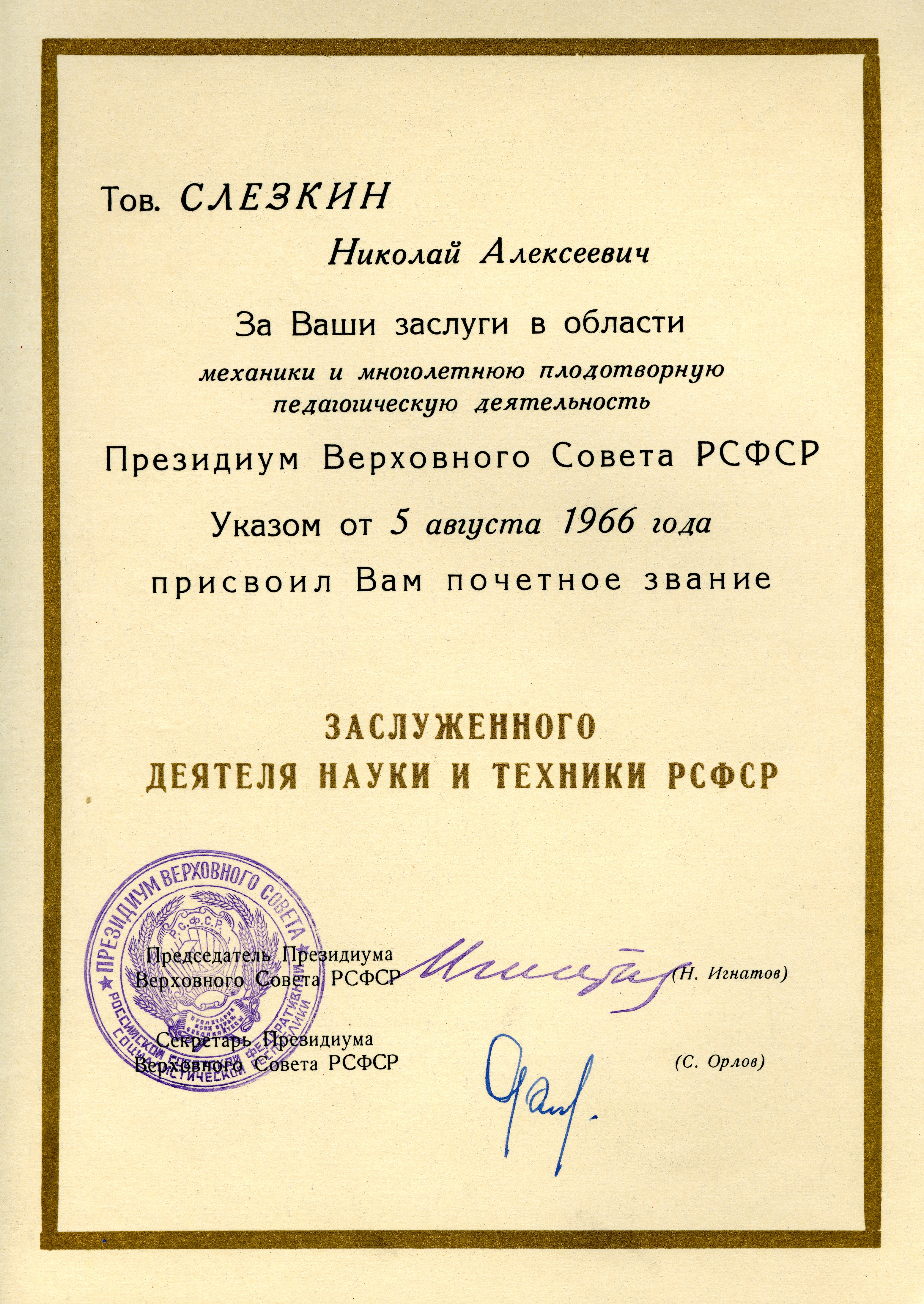
Грамота проф. Н.А. Слёзкину

После изменения наименования государства с «Российская Советская Федеративная Социалистическая Республика» на «Российская Федерация» (см. Закон РСФСР от 25 декабря 1991 года № 2094-I и Закон Российской Федерации от 21 апреля 1992 года № 2708-I) в названиях всех почётных званий слово «РСФСР» было заменено словами «Российской Федерации», а следовательно, с 16 мая 1992 года до 30 марта 1996 года производилось присвоение существовавшего с 1931 года почётного звания РСФСР «Заслуженный деятель науки и техники Российской Федерации».

## Присвоение звания
- Воздвиженский, Геннадий Серафимович — советский учёный-химик (1966)
- Торочешников, Николай Семёнович — советский химик-технолог (1975)